# AK-47MA1/AR-M1
L'AR-M1, également connu sous le nom d'AK-47M1, est un fusil d'assaut bulgare conçu principalement pour l'exportation. Il s'agit d'un dérivé bulgare modernisé de l'AKK, basé sur l'AK-47 soviétique (en particulier le Type 3). L'AR-M1 peut être calibré pour les cartouches 5,56 × 45 mm OTAN et 7,62 × 39 mm, et produite par la manufacture d'armes bulgare Arsenal Ltd depuis la fin des années 1990.
Le modèle AR-M2 en est la version commando à canon court.

## Histoire

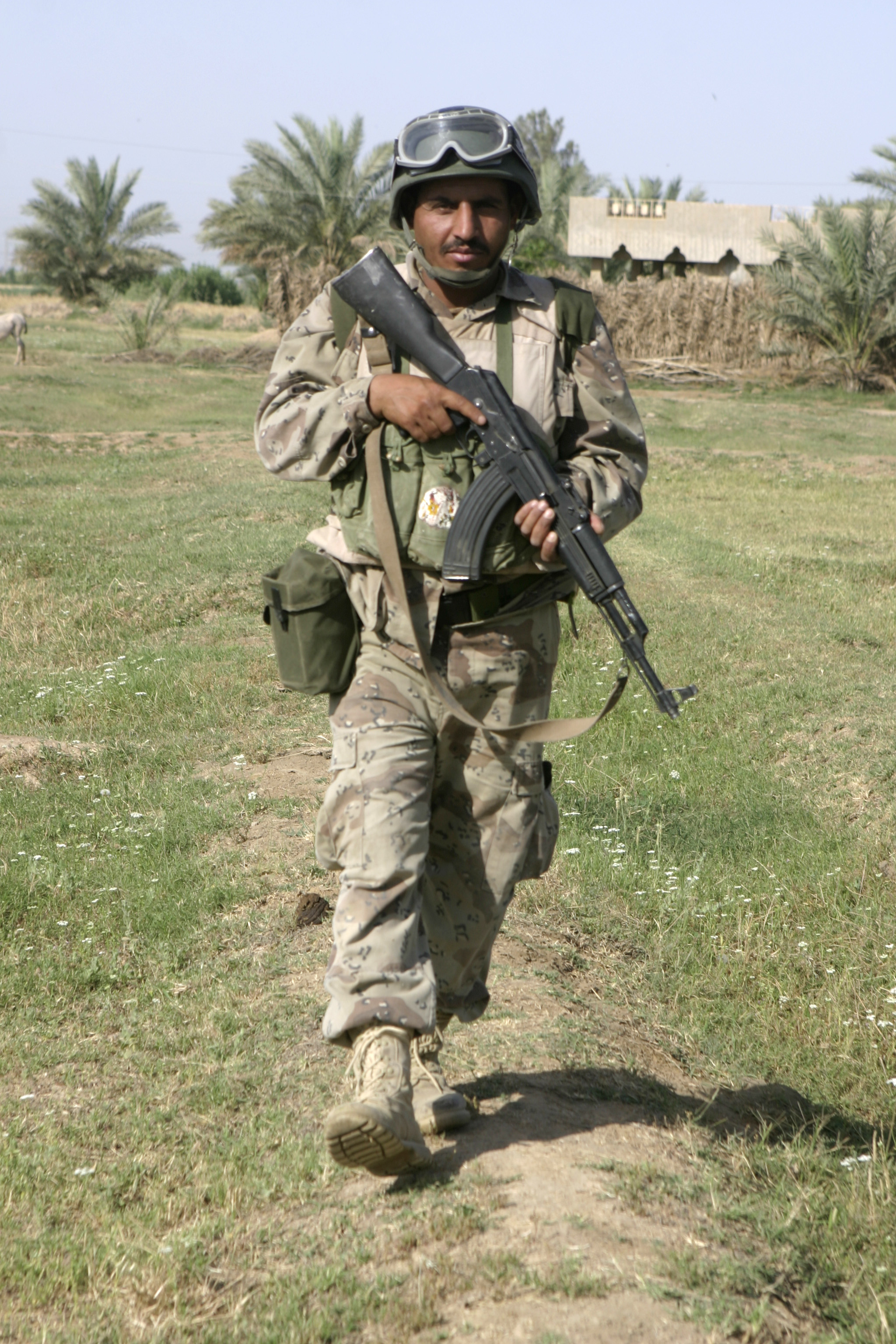
Un soldat irakien armé d'un fusil AR-M1 patrouille dans des champs agricoles dans la banlieue de Saqlawiyah, en Irak, le 22 mai 2005.

Au cours des années 1950, l'armée populaire bulgare était principalement équipée de fusils AK-47 importés d'Union soviétique. Cependant, au début des années 1960, le gouvernement bulgare s'est intéressé à la production nationale de l'AK-47. L'assemblage des AK-47, initialement à partir de pièces soviétiques importées, a commencé à l'arsenal d'État de Kazanlak. Au milieu des années 1960, l'usine de Kazanlak a été équipée pour commencer la production sous licence du type d'arme et de ses pièces associées. Les fusils Kalachnikov assemblés puis fabriqués à Kazanlak ont reçu la désignation AKK. Un dérivé avec une crosse pliante a également été produit sous licence sous le nom d'AKKS.
Après la dissolution de la République populaire de Bulgarie au début des années 1990, l'usine de Kazanlak est devenue une société à responsabilité limitée connue sous le nom d'Arsenal AD. L'Arsenal a proposé plusieurs variantes modernisées de l'AKK pour l'exportation, qui ont été renommées la série AR. Les fusils à motif AR sont essentiellement des fusils AKK avec un cadre différent et des caractéristiques uniques telles que des crosses en polymère et des crossguards, ainsi que diverses pièces externes copiées directement de l'AK-74, y compris de nouveaux cache-flammes, viseurs, blocs de gaz, dispositifs de retenue à baïonnette et baïonnettes. Ses récepteurs sont usinés plutôt qu'estampés, contrairement aux autres dérivés AK modernisés, et sont pratiquement impossibles à distinguer de ceux des premiers AK soviétiques standard de Type 3. Un dérivé de l'AKKS (crosse pliante) est également proposé à l'export sous le nom d'ARF.

## Variantes
Le modèle F dispose d'une crosse repliable.

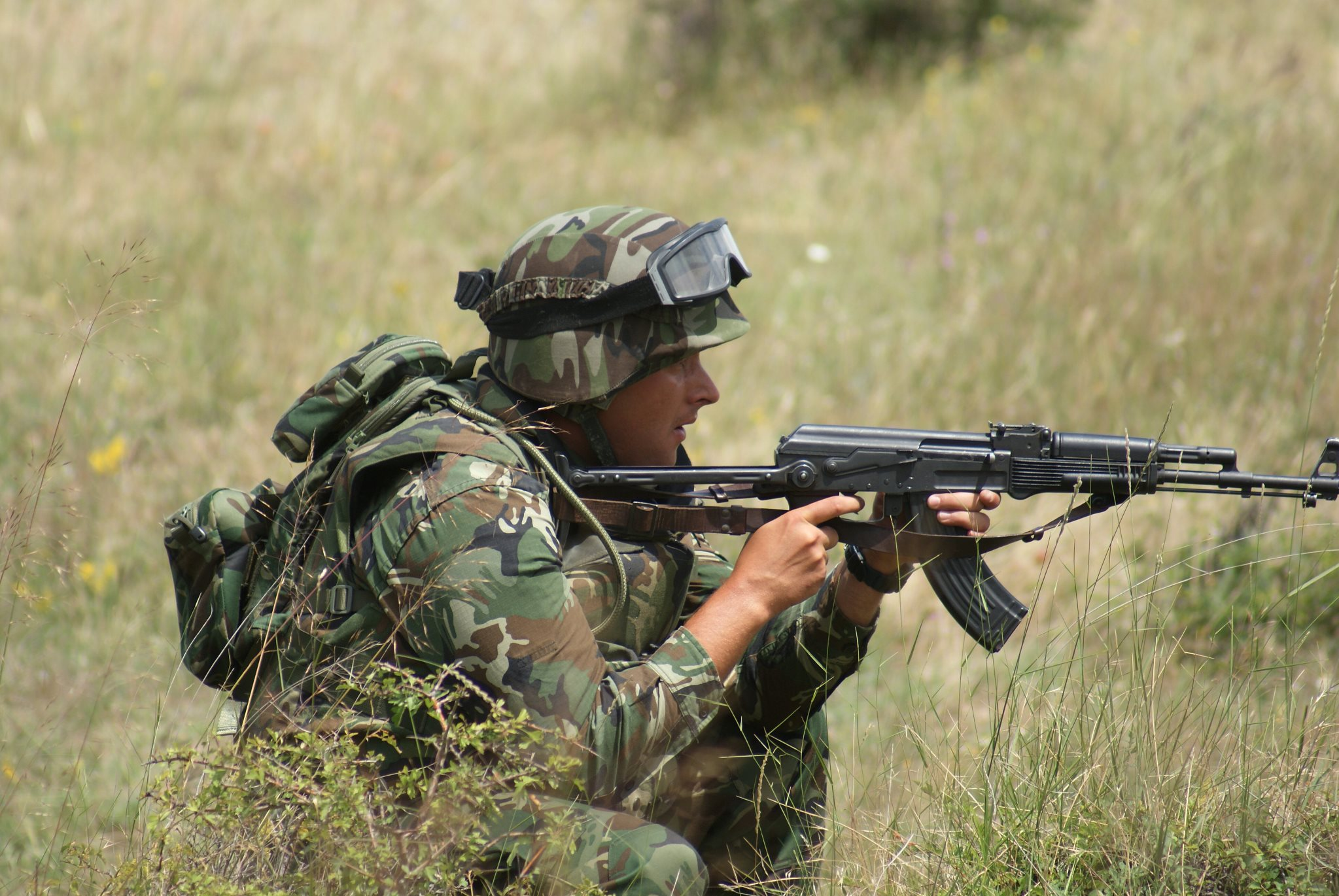
Fantassin de l'Armée bulgare s'entraînant avec un Arsenal 7,62 AR à crosse pliable.

- AR-M1/AR-M1F - Copie améliorée de l'AK-47 avec la base de mire frontale AK-74, des cache-flammes, un ensemble de crosse en polymère noir, des points lumineux sur les viseurs en fer et un rail pour le montage optique. Calibré en 5,56 × 45 mm OTAN et 7,62 × 39 mm.
- AR-M2/AR-M2F - Copie améliorée de l'AK-47 comme l'AR-M1/AR-M1F mais avec un canon raccourci, une base de mire frontale AKS-74U et un hybride traversin de bouche/cache-flammes.
- AR-M4SF - développement extrêmement court de l'AKSU avec un viseur à point rouge, possibilité de monter un viseur de nuit ou laser. Calibré en 5,56 × 45 mm OTAN et 7,62 × 39 mm[3].
- AR-M7F - Copie améliorée de l'AK-47 comme l'AR-M1, mais avec une crosse pliante dans le style de l'AK-101.
- AR-M9/AR-M9F - Copie améliorée de l'AK-47, comme l'AR-M1/AR-M1F, dispose d'un sélecteur de tir actionnable par le pouce et d'un assemblage de crosse en polymère de style différent[4].
- AR/AR-F - copies améliorées de l'AK-47 avec doublure en polymère noir et viseurs lumineux en option[5],[6].

Pour l'export, le FA bulgare est proposé en calibre 5,45 mm (rares clients), 5,56 mm et 7,62 mm :
- 5,45 × 39,5 mm. AR-M1 et AR-M1F
- 5,45 × 39,5 mm. AR-SF
- 5,56 × 45 mm. AR-M1 et AR-M1F
- 5,56 × 45 mm. AR-M2F
- 5,56 × 45 mm. AR-SF
- 5,56 × 45 mm. AR-M4SF
- 5,56 × 45 mm. AR-M7F
- 5,56 × 45 mm. AR-M9 et AR-M9F
- 7,62 × 39 mm. AR-M1 et AR-M1F
- 7,62 × 39 mm. AR-M2F
- 7,62 × 39 mm. AR-M4SF
- 7,62 × 39 mm. AR-M7F
- 7,62 × 39 mm. AR, AR-SF et AR-F
- 7,62 × 39. AR-1 et AR-1F

## Caractéristiques de l'Arsenal 7,62 AR
- Longueur de l'arme : 89 cm

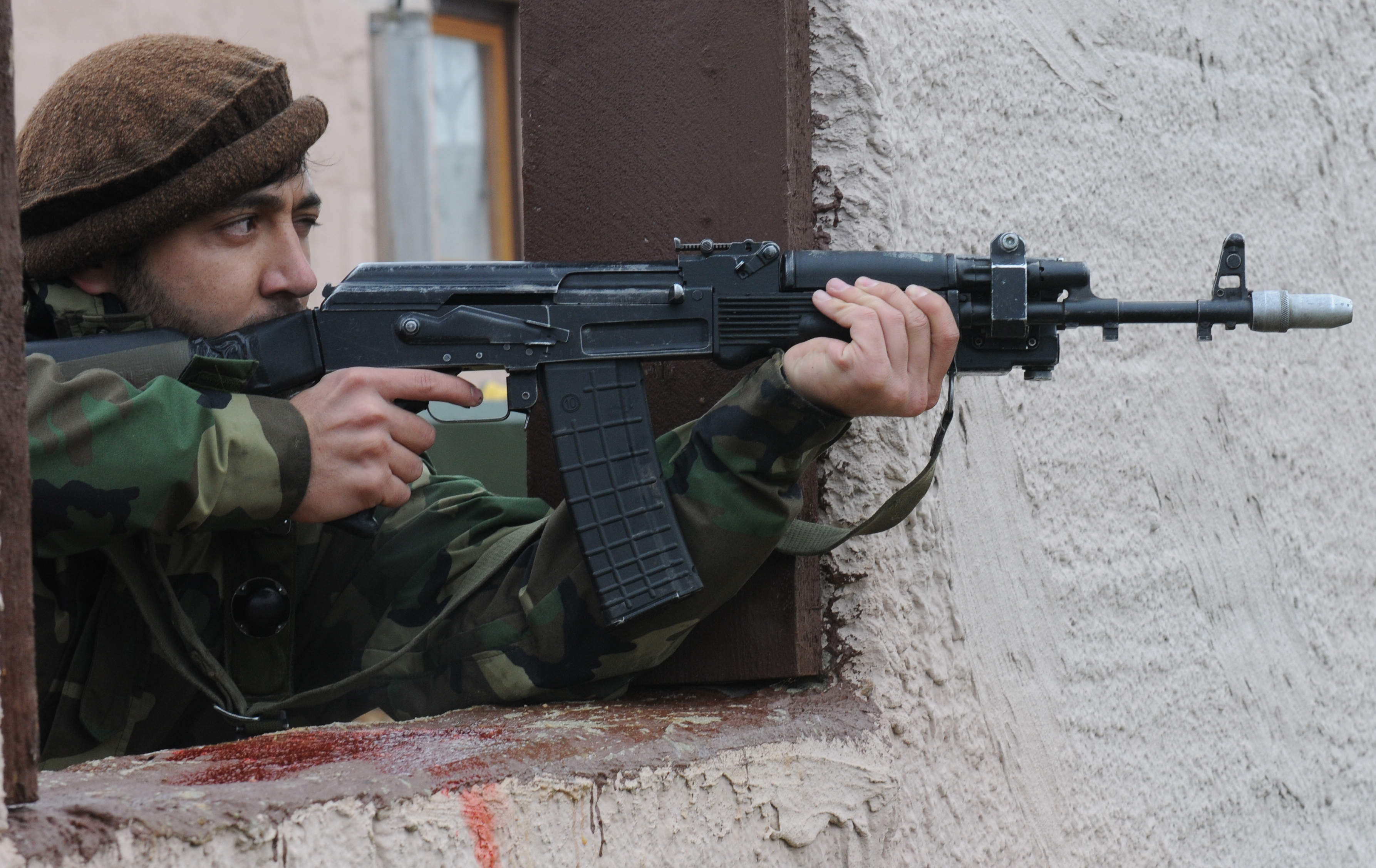
Un policier afghan riposte avec un fusil AR-M1.

- Masse de l'arme vide : 3,4 kg (4,1 avec chargeur plein)
- Chargeur : 30 cartouches de 7,62 × 39 mm.
- Cadence de tir : 600 coups par minute

## Caractéristiques de l'Arsenal AR M1
- Longueur de l'arme : 93 cm
- Masse de l'arme vide : 3,6 kg (4,2 avec chargeur plein en 5,56 mm ou 4,3 kg avec chargeur plein en 7,62 mm)
- Chargeur : 30 cartouches de 5,56 × 45 mm 7,62x39 mm.
- Cadence de tir : 600 coups par minute

## Caractéristiques de l'Arsenal AR M2
- Longueur de l'arme : 73,5 cm
- Masse de l'arme vide : 2,7 kg (3,3 avec chargeur plein en 5,56 mm ou 3,4 kg avec chargeur plein en 7,62 mm)

en 7,62 mm)
- Chargeur : 30 cartouches de 5,56 × 45 mm 7,62x39 mm.
- Cadence de tir : 650 coups par minute

## Utilisateurs

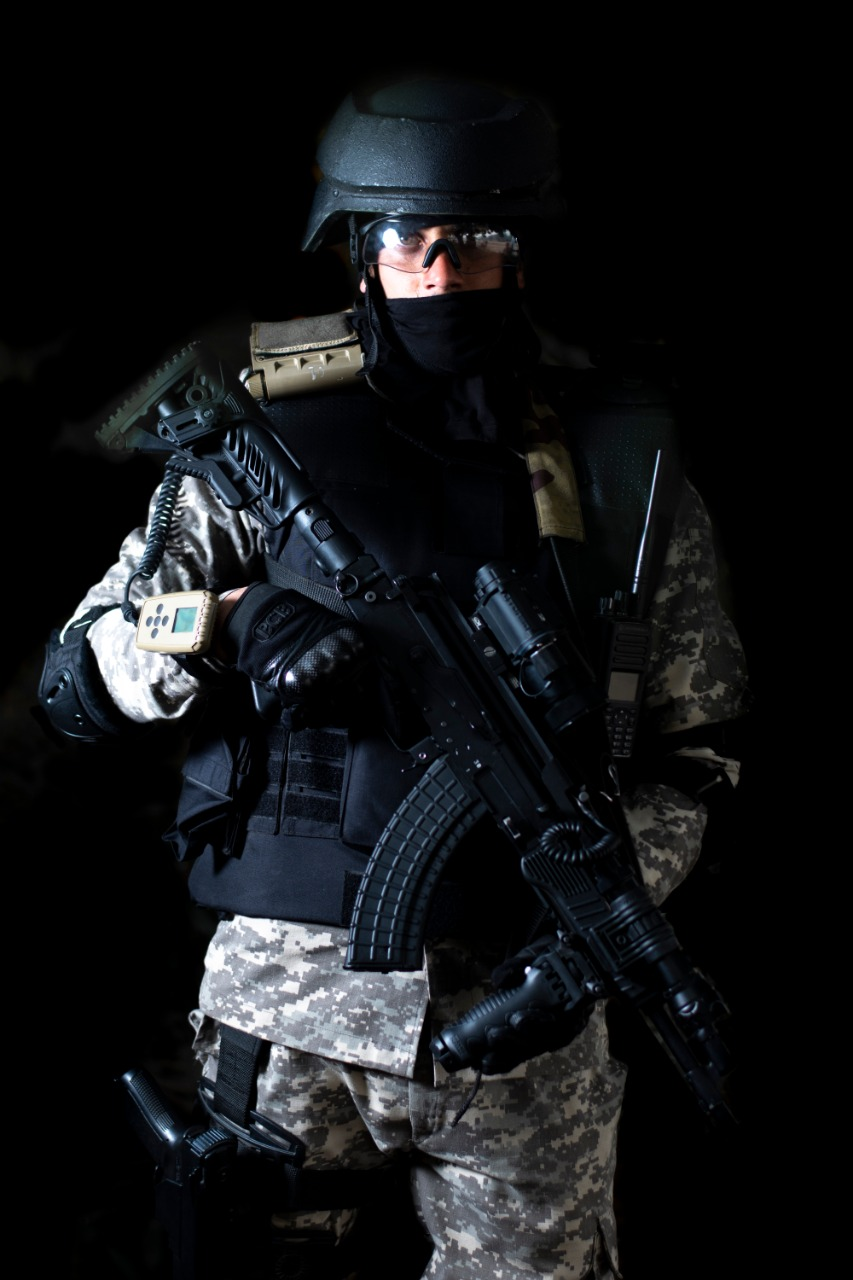
Un opérateur indien CRPF QRT avec un AR-M1F41 modifié avec des accessoires israéliens FAB Defence.

En plus de l'Armée bulgare, ce Kalachnikov modernisé est en service dans les pays suivants :
- Afghanistan: Le fusil d'assaut est utilisé par l'Armée et la police.
- Azerbaïdjan
- Bulgarie
- Burundi
- Égypte
- Géorgie: 3500 fusils 5.45 AR-M1 importés[8].
- Honduras: 5.56 AR-M4SF utilisé par la police[3].
- Inde: AR-M et AR-F utilisés par l'armée indienne. Plusieurs centaines de milliers d'AR-M, AR-F, AR-M1F41 et AR-M5F41 utilisés avec l'ITBP, le CRPF et d'autres forces de police centrales et d'État. Depuis 2014, il est produit localement sous la forme du fusil d'assaut AK-7 Ghaatak.
- Indonésie: AR-M1F utilisé par le peloton de reconnaissance de combat (Tontaipur).
- Irak: 751 fusils AR-M1F de 5,56 mm[9], également des fusils AR-M1.
- Côte d'Ivoire[10]
- Libye: Le 11e bataillon "Éclair" utilise des fusils AR-M9[4].
- Nigeria: AR-M1[11].
- Macédoine du Nord: Fusils AR-M1 utilisés par la police.
- Philippines: L'armée philippine a confirmé l'utilisation du fusil d'assaut AR-M52F bulgare lors de son 125e anniversaire de fondation le 23 mars 2022, utilisé par le premier régiment des forces spéciales[12].

- Serbie: Arsenal AR.
- Somalie: Utilisé par la Brigade DANAB.
- Soudan: Fusils AR-M9[13].
- Émirats arabes unis: Fusils AR-M9[13].
- États-Unis: Fusils AR-M1 utilisés par l'OPFOR (Opposing Force) de l'armée américaine[14].
- Yémen: Fusils AR-M9[13].

### Acteurs non-étatiques
- Modèle:Houthis[15]
- Forces démocratiques syriennes: Un spécimen a été aperçu lors de la campagne de Deir ez-Zor.